# Pireneitega taiwanensis
Pireneitega taiwanensis là một loài nhện trong họ Amaurobiidae.
Loài này thuộc chi Pireneitega. Pireneitega taiwanensis được miêu tả năm 1998 bởi Jia-Fu Wang & Ono.